# Chequilla
Chequilla település Spanyolországban, Guadalajara tartományban. Chequilla Traíd, Checa, Peralejos de las Truchas és Megina községekkel határos. Lakosainak száma 14 fő (2024).

## Népesség
A település népessége az utóbbi években az alábbiak szerint változott:
| Lakosok száma | 22   | 19   | 18   | 19   | 18   | 18   | 16   | 18   | 17   | 14   |
|               | 2001 | 2004 | 2006 | 2009 | 2011 | 2014 | 2016 | 2019 | 2021 | 2024 |